# Прыжки в воду на летней Универсиаде 2013
Соревнования по прыжкам в воду на XXVII Всемирной Летней Универсиаде прошли с 5 по 12 июля 2013 года в Казани, Россия. Всего разыграно 12 комплектов наград.

## Расписание соревнований
| П | Предварительные раунды | ½ | Полуфиналы | Ф | Финал |

| Турнир  | Турнир                           | 5 июля День 0 | 5 июля День 0 | 6 июля День 1 | 6 июля День 1 | 7 июля День 2 | 7 июля День 2 | 8 июля День 3 | 8 июля День 3 | 8 июля День 3 | 9 июля День 4 | 9 июля День 4 | 10 июля День 5 | 10 июля День 5 | 11 июля День 6 | 12 июля День 7 |
| ------- | -------------------------------- | ------------- | ------------- | ------------- | ------------- | ------------- | ------------- | ------------- | ------------- | ------------- | ------------- | ------------- | -------------- | -------------- | -------------- | -------------- |
| Мужчины | Трамплин, 1 м                    |               |               | П             | ½             |               |               | Ф             | Ф             | Ф             |               |               |                |                |                |                |
| Мужчины | Трамплин, 3 м                    | П             | П             |               |               | ½             | Ф             |               |               |               |               |               |                |                |                |                |
| Мужчины | Вышка, 10 м                      |               |               |               |               |               |               |               |               |               | П             | П             | ½              | Ф              |                |                |
| Мужчины | Синхронные прыжки, трамплин, 3 м |               |               |               |               |               |               |               |               |               |               |               |                |                |                | Ф              |
| Мужчины | Синхронные прыжки, вышка, 10 м   |               |               |               |               |               |               |               |               |               |               |               |                |                | Ф              |                |
| Женщины | Трамплин, 1 м                    | П             | ½             |               |               | Ф             | Ф             |               |               |               |               |               |                |                |                |                |
| Женщины | Трамплин, 3 м                    |               |               |               |               |               |               |               |               |               | П             | ½             | Ф              | Ф              |                |                |
| Женщины | Вышка, 10 м                      |               |               |               |               |               |               | П             | ½             | Ф             |               |               |                |                |                |                |
| Женщины | Синхронные прыжки, трамплин, 3 м |               |               |               |               |               |               |               |               |               |               |               |                |                | Ф              |                |
| Женщины | Синхронные прыжки, вышка, 10 м   |               |               |               |               |               |               |               |               |               |               |               |                |                |                | Ф              |

## Ход соревнований
В синхронных прыжках с трёхметрового трамплина на олимпийских играх 2012 китайские прыгуны с Ло Юйтуном взяли верх над российскими спортсменами. В этот раз Илья Захаров и Евгений Кузнецов взяли реванш. Российские прыгуны одержали победу за счёт более сложной программы в произвольном раунде. В борьбе за третье место Мексика одержала победу над США.
В прыжках в воду с трёхметрового трамплина Диана Чаплиева с 296,70 балла осталась в шаге от медали. Мария Смирнова заняла восьмое место (246,30).
В синхронных прыжках в воду с трёхметрового трамплина Диана Чаплиева и Мария Смирнова заняли четвёртое место (268,50).

## Медали

### Медалисты

#### Мужчины
| Дисциплина                         | Золото                        | Серебро                       | Бронза                      |
| Трамплин, 1 метр                   | Линь Цзинь                    | Цинь Тянь                     | Евгений Новосёлов           |
| Трамплин, 3 метра                  | Евгений Кузнецов              | Линь Цзинь                    | Цинь Тянь                   |
| Вышка, 10 метров                   | Хо Лян                        | У Цзюнь                       | Виктор Минибаев             |
| Синхронные прыжки с трамплина, 3 м | Илья Захаров Евгений Кузнецов | Линь Цзинь Ло Юйтун           | Яэль Кастильо Даниэль Ислас |
| Синхронные прыжки с вышки, 10 м    | Хо Лян Ин Хун                 | Виктор Минибаев Артём Чесаков | Иван Гарсия Херман Санчес   |
| командный зачёт                    | Китай                         | Россия                        | Мексика                     |

#### Женщины
| Дисциплина                             | Золото              | Серебро                          | Бронза                                    |
| Трамплин, 1 метр                       | Саманта Миллс       | Цзя Дунцзинь                     | Ван Литин                                 |
| Трамплин, 3 метра                      | Чжэн Шуансюэ        | Цзя Дунцзинь                     | Аранта Элизабет Чавес                     |
| Вышка, 10 метров                       | Юлия Колтунова      | Юйхуа Ся                         | Ни Чэнья                                  |
| Синхронные прыжки с трамплина, 3 метра | Чжэн Шуансюэ Е Чень | Саманта Миллс Эстер Цинь         | Меган Хьюстон Лаура Райан                 |
| Синхронные прыжки с вышки, 10 м        | Чень Ни Кся Юхуа    | Наталья Гончарова Юлия Колтунова | Мариса Даниэла Диас Прието Паола Эспиноса |
| командный зачёт                        | Китай               | США                              | Мексика                                   |

### Общий зачёт
| Общее количество медалей | Общее количество медалей | Общее количество медалей | Общее количество медалей | Общее количество медалей | Общее количество медалей |
| Место                    | Страна                   | Золото                   | Серебро                  | Бронза                   | Всего                    |
| ------------------------ | ------------------------ | ------------------------ | ------------------------ | ------------------------ | ------------------------ |
| 1                        | Китай                    | 8                        | 7                        | 3                        | 18                       |
| 2                        | Россия                   | 3                        | 3                        | 2                        | 8                        |
| 3                        | Австралия                | 0                        | 1                        | 1                        | 2                        |
| 4                        | США                      | 0                        | 0                        | 1                        | 1                        |
| 5                        | Мексика                  | 0                        | 0                        | 6                        | 6                        |
| Всего                    | Всего                    | 12                       | 12                       | 12                       | 36                       |

## Спортивные объекты
| Дворец Водных видов спорта |
| -------------------------- |
|                            |
| Вместимость: 4 200         |